# Phryxe tolucana
Phryxe tolucana là một loài ruồi trong họ Tachinidae.